# Hassan ibn al-Sabbah
Pour les articles homonymes, voir Hassan Ier et Sabbah (homonymie).
Hasan-i Sabbâh (1050 - 1124), parfois surnommé « le Vieux de la Montagne », était  le chef de la branche chiite ismaélienne des nizârites, qu'il dirigeait depuis la forteresse d’Alamut. Il devient ismaélien vers l'âge de 35 ans et se rend en Égypte où il parfait ses connaissances à la Maison de la sagesse du Caire.
Il est le fondateur de l'ismaélisme nizarien et de l'ordre des assassins, les « hashashyn ».

## Biographie
Son nom est transcrit parfois Hasan-i Sabbâh (en persan : حسن صباح, Hasan Sabbāh) ou al-Hasan ben al-Sabbâh (arabe : al-ḥasan ben aṣ-ṣabbāḥ, الحسن بن الصباح). Hasan-i Sabbâh est né vers 1036 dans une famille chiite à Qom (en Perse). Son père, `Alî b. Muhammad b. Ja`far b. al-Husayn b. Muhammad b. al-Sabbâh al-Himyarî, était un érudit de Kûfa d'origine yéménite. Quand il était enfant, il a reçu une éducation conventionnelle de son père qui déménagea plus tard à Rayy, près de l’actuelle ville de Téhéran. C'était là que Hasan-i Sabbâh a poursuivi son éducation religieuse. L’historien Rachîd ad-Dîn Tabîb a écrit une biographie de Hasan-i Sabbâh intitulée Sargudhasht-i Sayyidnâ (Les incidents dans la vie de notre Sayyid), dans laquelle il raconte que Hasan était duodécimain comme son père et que dès l'âge de sept ans, il était attiré par l'étude de diverses branches et souhaitait devenir un savant dans l’Islam.
Sa date de naissance est inconnue, mais il était encore un jeune homme quand il alla rendre visite au calife fâtimide Al-Mustansir Billâh. Hasan-i Sabbâh était intelligent et compétent en géométrie et en astronomie. Vers l'âge de 17 ans, il rencontra pour la première fois un prédicateur (dâ`î) Fâtimide, Amîra Darrâb, qui l'a initié à la théosophie. Malgré tous ses efforts, il ne réussit pas à convaincre Hasan de la véracité de l'ismaélisme. Plus tard, il est allé visiter un dâ`î ismaélien pour avoir davantage de clarification sur cette gnose abstruse. Convaincu que l'ismaélisme est la voie à suivre, il devient un Ismaélien vers l'âge de 35 ans en 1071 et par la suite, il entre en contact avec le dâ`î `Abd al-Malik b. Attâsh à Isfahan.
Dans la biographie Rashîd raconte qu’en 1071 `Abd al-Malik b. Attâsh, le prédicateur (dâ`î) en Irak, était venu à Rayy. Grâce à son aide Hasan est devenu un dâ`î puis il est allé en Égypte pour parfaire ses connaissances et rendre visite à l’imâm. Au début de son voyage en 1077, il est passé par Isfahan avant d’aller en Égypte. Il est finalement arrivé en Égypte en 1078 où il a rencontré l’imâm Al-Mustansir Billah. On rapporte qu'il est resté 18 mois au Caire, appréciant ce prestigieux centre religieux. Il a également suivi des cours au Dar al-Hikma qui était le plus grand centre d’étude de l'Islam du monde musulman. Hasan a beaucoup profité de son voyage en Égypte. Comme l’indiquait Laurence Lockhart, Hasan-i Sabbâh a été bien reçu au Caire, et a été traité avec beaucoup de faveur par le calife fâtimide Mustansir Billâh. En retournant à Isfahân, il visita plusieurs villes où il a étudié les conditions économiques, sociales et religieuses. Il a atteint Ispahân en 473/1081 et a commencé à propager la foi ismaélienne dans la région de Yazd et de Kerman pendant quelque temps. Il a passé trois mois au Khûzistân avant d’aller à Dâmghân, où il est resté environ trois ans.
Le travail ne manquait pas pour aider le dâ`î `Abd al-Malik b. Attâsh qui s’occupait de diffuser l’ismaélisme en Perse. Vers 1088, Hasan-i Sabbâh choisit un château à Alamût dans le Daylam comme siège de la da`wa (convocation). Il a envoyé à Dâmghân, et plus tard, à Shahriyârkûh (Mâzandarân), des ismaéliens qualifiés dans différents endroits autour de la vallée d'Alamût pour convertir les habitants locaux. Hasan a longtemps été le dâ`î principal du Daylam.
Entre-temps, le vizir Nizâm al-Mulk (1018-1092), un ennemi implacable, avait demandé à Abû Muslim le gouverneur du Rayy d’arrêter Hasan. Ce dernier a réussi cependant à se cacher au Daylam. Par la suite il a pris possession de la forteresse d'Alamût en 1090 et a établi un État indépendant ismaélien nizârien et y a également fondé l'ordre des assassins, les « hashashyn » (consommateurs de haschich, bien que cette interprétation soit contestée). Ce terme désignait la secte des nizârites dirigée par Hasan-i Sabbâh, coupables de multiples assassinats de musulmans et de chrétiens.
Quand Hasan-i Sabbâh est revenu d'Égypte, la forteresse d'Alamût appartenait à un chef shî‘ite appelé Mahdî, qui l'avait eue comme fief du sultan Malikshâh. Mahdî était un descendant de Hasan b. `Alî al-Utrûsh (m. 304/916), un des chefs du Tabaristân, aussi appelé al-Nâsir li’l-Haqq, qui avait établi une communauté zaydite de Nâsiriyya sur les bords de la mer Caspienne.
Hasan-i Sabbâh, le 4 septembre 483/1090, entre dans le château d'Alamût. Il y loge quelque temps en étranger sans s’identifier au chef zaydite Mahdî, mais après quelques jours, ce dernier remarque que l'autorité d'Hasan-i Sabbâh surpasse la sienne. La partie de la garnison d'Alamût et un grand nombre d'habitants ont embrassé l’ismaélisme, rendant Mahdî impuissant, et par la suite ce dernier quitte la forteresse. Ainsi, Alamût a été occupé sans massacre et devint Dar al-Hijra (endroit de refuge) pour les ismaéliens. Hasan mourut de maladie en 1124 à Alamut.

## Alamût
`Atâ Malik Juvaynî (1226-1283) a vu la forteresse d'Alamût en 654/1256 après sa démolition. Il écrit dans Ta’rîkh-i jahân-gushây (traduit en anglais par John A. Boyle, 1958, p. 719) qu’« Alamût est une montagne qui ressemble à un chameau agenouillé avec son cou posé par terre. » Elle était située dans le Daylam à environ 35 kilomètres au nord-ouest de Qazwîn dans les montagnes de l'Elbourz (100 kilomètres environ au nord-ouest de Téhéran). C'était un mont très haut, avec les pentes raides presque de tous les côtés, mais avec une étendue considérable au-dessus où on pouvait s’établir. Le souci immédiat était d’approvisionner régulièrement le fort d’Alamût en nourriture et en eau, et les ismaéliens construisirent des réservoirs d’eau qui servaient aussi à irriguer les champs dans la vallée. Ils acquirent les châteaux adjacents et érigèrent des forts aux points stratégiques.
Toujours selon Juvaini, le nom « Alamût » est composé des mots « âluh » et « âmût », signifiant nid d'aigle. Ibn Athîr (m. 630/1234) relie la signification à une autre tradition dans son « Kâmil fî al-Ta’rîkh » (Beyrouth, 1975, tome 10, p. 110) selon laquelle l'aigle aurait enseigné et guidé Hasan à cet endroit qui était aussi appelé « ta`lim al-aqab » (La connaissance de l’aigle), dans le dialecte daylamî est « âluh âmût ». Le mot « âluh » signifie « aigle » alors que « âmût » dériverait de « âmûkht » signifiant « initiation ».

## Les ismaéliens nizarites d'Alamût
Les ismaéliens nizârites étaient des croyants d’origine persane[réf. nécessaire] qui ont donné allégeance à l’imam Nizâr dont Hasan-i Sabbâh était le grand soutien. L'histoire réelle des ismaéliens à Alamût, comme celle d'autres sociétés secrètes, a été mélangée avec des éléments folkloriques et mythiques. La majeure partie du mythe occidental entourant Alamût vient des voyages de Marco Polo. Ces histoires fantastiques sur Alamût et l’ordre des assassins lui ont été racontées par des personnes interposées (voir article  pour plus de détails). Quand l’imâm Nizâr a été emprisonné et supplanté par son plus jeune frère (Musta'lî), Hasan-i Sabbâh rompit[réf. nécessaire] avec Musta`lî et Badr Jamâlî (le vizir Fâtimide) et il donna allégeance au successeur légitime de Nizâr. Il créa à Alamût en 1090 une nouvelle da`wa où il établit une communauté à l’abri de la puissance politique sunnite.

## La bibliothèque d'Alamût
La bibliothèque d’Alamût contenait de nombreux livres sur divers sujets comme les sciences, la philosophie, la religion, etc. Une grande partie des livres concernaient les littératures grecque et latine antiques, dont les œuvres complètes d'Épicure, et d'Héraclite d'Éphèse.[réf. nécessaire] Une légende circulait, racontant qu'une partie des ouvrages provenaient de la légendaire bibliothèque d'Alexandrie, mais cette légende était sans fondement : tout au plus, certains vieux ouvrages ou parchemins provenaient de temples bouddhistes de la civilisation gréco-bactriane. Quand les Mongols ont envahi Alamût, ils ont été surpris du nombre de livres et d'instruments scientifiques qu'ils ont trouvés[réf. nécessaire]. Shahrastânî et Nasir ad-Din at-Tusi ont fréquenté régulièrement cette bibliothèque. Tûsî a sauvegardé de nombreux livres scientifiques avant que les Mongols ne mettent le feu dans le bâtiment.

## La légende des trois condisciples
L’historien Rashîd al-Dîn al-Thabîb rapporte cette légende dans ses Sar Gudhasht-i Sayyidnâ. Hassan aurait fréquenté l'université de Nichapur avec Omar Khayyam, le poète-astronome perse, tous deux étaient dans un cercle d’astrologues à la cour princière, mais Hasan dut le quitter à cause d'un scandale commis par un rival jaloux. Un autre de ses camarades de classe fut Nizam al-Mulk qui devint premier ministre. Ces trois-là firent un pacte, selon l'autobiographie de Nizâm, si l'un d'eux, n'importe lequel, montait haut dans la hiérarchie, il aiderait les autres à y parvenir aussi. Plusieurs chercheurs ont des doutes sur l’authenticité de cette légende sur le pacte d’amitié et d’entraide de ces célèbres condisciples.
Cela relève probablement de la légende, car Nizam al-Mulk, Omar Khayyam et Hassan Sabbah avaient des écarts d'âge importants : le vizir al-Mulk ayant environ 30 ans de plus que Khayyam et 40 de plus que Sabbah. De plus Nizam al-Mulk, grand vizir des sultans Seldjoukides, faisait en toute logique preuve d'une grande méfiance à l'égard des ismaéliens, dont Sabbah sera très vite un très grand représentant.